# No miris a sota el llit
No miris a sota el llit  (títol original:  Don't Look Under the Bed) és una pel·lícula original de Disney Channel transmesa per primera vegada als Estats Units el 9 d'octubre de 1999, per Disney Channel. Aquesta va ser la primera pel·lícula original de Disney Channel en ser classificada TV-PG a causa de les escenes de por. Ha estat doblada al català.

## Argument
La petita ciutat de pastoral de Middleberg ha estat objecte d'alguns successos estranys, incloent rellotges d'alarma que sonen abans d'hora, gossos que apareixen en les teulades de les cases, gelatina en la piscina de la comunitat, i més preocupant encara, la lletra "B" inexplicablement apareix pintada per tota la ciutat.
Frances McCausland (Erin Chambers), una adolescent normal, altament intel·ligent, es troba a si mateixa al centre de les estranyes anades i vingudes, i just o no, ella es converteix en el punt principal per a la majoria de les sospites de la ciutat pel que fa als esdeveniments inusuals.
En la pel·lícula, els amics imaginaris són éssers assignats als nens que necessiten la seva ajuda i companyia per qualsevol raó. Els amics imaginaris són invisibles per als adults i els nens que no creuen en ells, però són visibles per als nens petits i els seus nens assignats. Els amics imaginaris no envelleixen i són pràcticament indestructibles; Larry va sobreviure a un atac del Boogeyman que hauria matat a un ésser humà. Si un nen deixa de creure en un amic imaginari, l'amic imaginari es transformarà en un Boogeyman. Una vegada transformats són foscos, paròdies monstruoses dels éssers que alguna vegada van ser. L'única cura coneguda és que el nen cregui en l'amic imaginari de nou.

## Repartiment
- Erin Chambers: Frances Bacon McCausland.
- Jake Sakson: Darwin McCausland, el germà de Frances.
- Eric "Ty" Hodges II: Larry Houdini, l'amic imaginari de Darwin.
- Robin Riker: Karen McCausland, la mare de Frances.
- Steve Valentine: Boogeyman, el antagonista principal.
- Stephen Tobolowsky: Michael McCausland, el papà de Frances.
- Rachel Kimsey: Zoe, la vella amiga imaginària de Frances.